# Reformierte Kirche Langnau am Albis

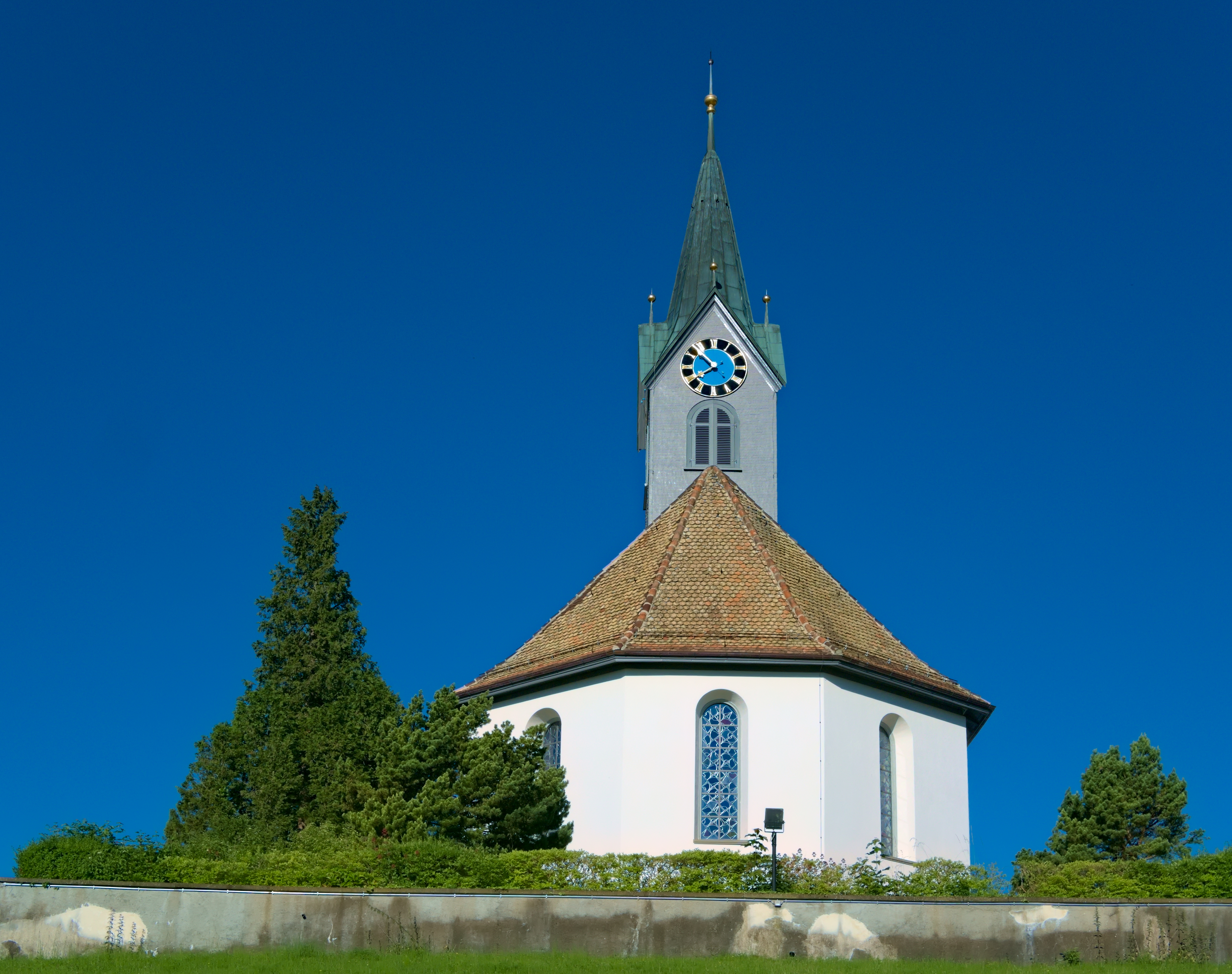
Kirche Langnau

Die Reformierte Kirche Langnau ist ein Kirchengebäude in der Gemeinde Langnau am Albis im Sihltal, Schweiz.

## Geschichte
Das Gebiet von Langnau war im Mittelalter nach Thalwil kirchgenössig. 1706 richtete die Dorfgemeinde erfolgreich ein Gesuch an den Rat von Zürich, in dem sie die Errichtung einer eigenen Kirche forderte. 1709–1711 konnte der Kirchenbau auf einer Anhöhe im Ortsteil Oberdorf realisiert werden. Am Auffahrtstag 1711 wurden Kirche und Pfarrhaus eingeweiht.
1999 wurden die Chorfenster erneuert. Sie sind jetzt abstrakt gestaltet. Letztmals renoviert wurde die Kirche im Jahr 2008.

## Beschreibung
Das Gotteshaus ist eine einfache barocke Saalkirche mit polygonalem Abschluss. Auf der Nordseite des Daches sitzt ein grosszügiger Dachreiter mit zwei Glocken im Glockenstuhl und Turmuhr, den ein Spitzturmhelm bekrönt. Über dem Haupteingang mit Vordach befindet sich ein Oculus-Fenster, die Seitenfassaden und der Chor werden durch Rundbogenfenster geprägt. Auf der Südseite befindet sich eine einfache Empore. Der Chorbereich ist als zentrale Liturgiezone angelegt: Links befindet sich die Orgel, in der Mitte der Taufstein und rechts die hölzerne Kanzel.
Orgel
Seit 1973 steht im Chorraum links eine Orgel der Manufacture Mühleisen aus Straßburg. Sie verfügt über 19 Register auf zwei Manualen und Pedal. Das Vorgängerinstrument, erbaut 1925 von Orgelbau Kuhn aus Männedorf, stand vorne mittig und rahmte das mittlere Chorfenster ein. Es hatte 13 Register auf zwei Manualen und Pedal. Davor gab es für die Kirchenmusik nur ein Harmonium.